# قره‌قشلاق (ماه‌نشان)
قره‌قشلاق یک روستا در ایران است که در دهستان قلعه‌جوق واقع شده است. قره‌قشلاق ۲۱۱ نفر جمعیت دارد.